# Cooking Channel
Cooking Channel is een Amerikaanse (kabel)televisiezender die zich richt op koken. De zender is eigendom van Warner Bros. Discovery (voorheen Scripps Networks Interactive en Discovery, Inc.).
De zender werd op 31 mei 2010 (Memorial Day) gelanceerd als spin-off van Food Network (ook eigendom van SNI). Cooking Channel richt zich in tegenstelling tot Food Network meer op instructionele programma's. Zusterkanalen van de zender zijn DIY Network, Food Network, Great American Country, HGTV en Travel Channel.
Bekende presentatoren van het kanaal zijn onder meer Emeril Lagasse, Rachael Ray en Bobby Flay. Enkele programma's van Cooking Channel zijn in Nederland te zien op 24Kitchen.